# Fixatie (microscopie)
Fixatie is de naam van de techniek waarmee bacteriën op een voorwerpglaasje vastgezet worden.
Gebruikelijk is om het voorwerpglaasje met een pincet met platte bek vast te pakken. Het voorwerpglas wordt dan drie keer door de top van de kegel van een blauwe vlam van een brander gehaald. Hierbij worden de bacteriën gedood en blijven ze vast zitten (fixatie) aan het glas. Belangrijk is het om niet te langzaam te bewegen omdat de bacteriën dan verbranden.
Fixatie is nodig voor een gramkleuring waarbij de bacteriën gekleurd worden door er verschillende vloeistoffen overheen te spoelen. Zou er geen fixatie zijn uitgevoerd dan spoelen de bacteriën van het voorwerpglas.